# Unterseeboot 985
L'Unterseeboot 985 ou U-985 est un sous-marin allemand (U-Boot) de type VIIC utilisé par la Kriegsmarine pendant la Seconde Guerre mondiale.
Le sous-marin fut commandé le 25 mai 1941 à Hambourg (Blohm + Voss), sa quille fut posée le 18 septembre 1942, il fut lancé le 20 mai 1943 et mis en service le 24 juin 1943, sous le commandement du Kapitänleutnant Horst Wilhelm Kessler.
Il est désarmé à Kristiansand en novembre 1944.

## Conception
Unterseeboot type VII, l'U-985 avait un déplacement de 769 tonnes en surface et 871 tonnes en plongée. Il avait une longueur totale de 67,10 m, un maître-bau de 6,20 m, une hauteur de 9,60 m et un tirant d'eau de 4,74 m. Le sous-marin était propulsé par deux hélices de 1,23 m, deux moteurs diesel Germaniawerft M6V 40/46 de 6 cylindres en ligne de 1 400 cv à 470 tr/min, produisant un total de 2 060 à 2 350 kW en surface et de deux moteurs électriques Brown, Boveri & Cie GG UB 720/8 de 375 cv à 295 tr/min, produisant un total 550 kW, en plongée. Le sous-marin avait une vitesse en surface de 17,7 nœuds (32,8 km/h) et une vitesse de 7,6 nœuds (14,1 km/h) en plongée. Immergé, il avait un rayon d'action de 80 milles marins (150 km) à 4 nœuds (7,4 km/h; 4,6 milles par heure) et pouvait atteindre une profondeur de 230 m. En surface son rayon d'action était de 8 500 milles nautiques (soit 15 700 km) à 10 nœuds (19 km/h).
L'U-985 était équipé de cinq tubes lance-torpilles de 53,3 cm (quatre montés à l'avant et un à l'arrière) et embarquait quatorze torpilles. Il était équipé d'un canon de 8,8 cm SK C/35 (220 coups), d'un canon antiaérien de 20 mm Flak et d'un canon 37 mm Flak M/42 qui tire à 15 350 mètres avec une cadence théorique de 50 coups par minute. Il pouvait transporter 26 mines TMA ou 39 mines TMB. Son équipage comprenait 4 officiers et 40 à 56 sous-mariniers.

## Historique
Il passe sa période d'entraînement initial à la 5. Unterseebootsflottille jusqu'au 31 décembre 1943, puis rejoint son unité de combat dans la 7. Unterseebootsflottille.
Sa première patrouille est précédée d'un court trajet de Kiel à Bergen. Elle commence le 19 janvier 1944 au départ de Bergen. L'U-985 fait partie du groupe Igel 1 qui se positionne au nord-ouest de l'Écosse à partir du 3 février 1944. Les U-Boote agissent ensuite dans le sud-est de l'Islande jusqu'au 10 février 1944 puis mettent le cap vers l'ouest. L'U-985 se trouve au nord de la ligne de patrouille du groupe lorsqu'il torpille un cargo à vapeur britannique du convoi RA-56, le 8 février 1944 dans l'ouest-sud-ouest des Féroé. L'U-985 et les U-Boote naviguent ensuite dans l'ouest de la Manche à la recherche des convois ONS-29, ON-224 et OS-68, repérés par un avion le 14 février 1944.
 Au lieu d'observer des convois à l'aube du 19 février 1944, les bateaux trouvent des destroyers. L'opération est annulée et les U-Boote naviguent en immersion pour éviter les avions du HMS Striker (D12) (en). Après 54 jours en mer, l'U-985 atteint Saint-Nazaire le 12 mars 1944.
Sa deuxième patrouille se déroule du 6 au 15 juin 1944, soit dix jours en mer. L'U-985 est l'un des dix-neuf U-Boote dépourvus de Schnorchel qui reçoivent l'ordre de plonger à la profondeur de 200 mètres entre Brest et Bordeaux, pour garder des U-Boote hors des ports en cas de leur invasion par les forces alliées. Les submersibles remontent ensuite à 100 mètres de profondeur, où se posent sur le fond pendant de longues périodes. La nuit, ils sont harcelés par des attaques aériennes. Le 12 juin 1944, lorsque l'invasion des ports ne semble plus d'actualité, les U-Boote font route vers leurd bases et sont placés en alerte.
Sa troisième patrouille débute le 30 août 1944 au départ de Saint-Nazaire pour les eaux britanniques. L'U-985 est l'un des trois U-Boote équipés d'un schnorchel qui patrouillent dans le nord de la Manche à partir de mi-septembre 1944. Après que certains navires soient envoyés par le fond dans les premières semaines de septembre, le trafic marchand se réduit. L'U-985 demeure sur place pendant dix jours, sans succès. Le 23 octobre 1944, sur la route du retour, il heurte une mine allemande à l'ouest de Farsund, à la position 58° 08′ N, 6° 22′ E. C'est gravement endommagé qu'il arrive à Flekkefjord plus tard dans la journée.
Deux jours plus tard, il rejoint Kristiansand et y est désarmé le 15 novembre 1944.
Sa coque est capturée par les forces britanniques en mai 1945 et démantelée.

## Affectations
- 5. Unterseebootsflottille du 24 juin 1943 au 31 décembre 1943 (Période de formation).
- 7. Unterseebootsflottille du 1er janvier 1944 au 15 novembre 1944 (Unité combattante).

## Commandement
- Kapitänleutnant Horst Wilhelm Kessler du 24 juin 1943 au 19 avril 1944.
- Kapitänleutnant Heinz Wolff du 20 avril 1944 au 15 novembre 1944.

## Patrouilles
|       | Commandant                   | Départ           | Départ      | Arrivée         | Arrivée      | Jours     | Succès  |
| ----- | ---------------------------- | ---------------- | ----------- | --------------- | ------------ | --------- | ------- |
|       | Kptlt. Horst Wilhelm Kessler | 30 décembre 1943 | Kiel        | 5 janvier 1944  | Bergen       | 7 jours   |         |
| 1     | Kptlt. Horst Wilhelm Kessler | 19 janvier 1944  | Bergen      | 12 mars 1944    | St. Nazaire  | 54 jours  | 1 735   |
| 2     | Oblt. Heinz Wolff            | 6 juin 1944      | St. Nazaire | 15 juin 1944    | St. Nazaire  | 10 jours  |         |
| 3     | Kptlt. Heinz Wolff           | 30 août 1944     | St. Nazaire | 23 octobre 1944 | Flekkefjord  | 55 jours  |         |
|       | Kptlt. Heinz Wolff           | 25 octobre 1944  | Flekkefjord | 26 octobre 1944 | Kristiansand | 2 jours   |         |
| Total | Total                        | Total            | Total       | Total           | Total        | 128 jours | 1 735 t |

Note : Kptlt. = Kapitänleutnant - Oblt. = Oberleutnant zur See

### Opérations Wolfpack
L'U-985 a opéré avec les Wolfpacks (meute de loups) durant sa carrière opérationnelle.
- Stürmer 2 (26 janvier – 3 février 1944)
- Igel 1 (3-17 février 1944)
- Hai 1 (17-22 février 1944)
- Preussen (22 février – 10 mars 1944)

## Navire coulé
L'U-985 a coulé 1 navire marchand de 1 735 tonneaux au cours des 3 patrouilles (128 jours en mer) qu'il effectua.
| Date           | Nom    | Nationalité | Tonnage | Convoi | Fait  | Localisation         |
| -------------- | ------ | ----------- | ------- | ------ | ----- | -------------------- |
| 8 février 1944 | Margit | Royaume-Uni | 1 735   | UR-108 | Coulé | 61° 30′ N, 10° 30′ O |